# Miss República Dominicana 2011
El Miss República Dominicana 2011 se llevó a cabo el 8 de marzo de 2011 en el Renaissance Auditorio de Festival del Hotel Jaragua, Santo Domingo, República Dominicana. La ganadora representará la República Dominicana en el Miss Universo 2011. La Primera Finalista o Miss RD Continente Americano entrará en el Miss Continente Americano 2011 y la Segunda Finalista o Miss RD Hispanoamericana entrará en el Reina Hispanoamericana 2011. La Tercera Finalista o Miss RD Supranacional entrará en el Miss Supranacional 2011. La Cuarta Finalista o Miss RD Intercontiental entrará en el Miss Intercontinental 2011. La ganadora fue coronada por Eva Arias, Miss República Dominicana 2010.

## Resultados
| Resultados final               | Candidatas |
| ------------------------------ | --- |
| Miss República Dominicana 2011 | Santiago - Dalia Fernández |
| 1a Finalista                   | Santo Domingo Norte - Kátherine Cruz |
| 2a Finalista                   | Distrito Nacional - Kirssi Abreu |
| 3a Finalista                   | El Seibo - Luz Goico |
| 4a Finalista                   | Peravia - Evaida Santana |
| Top 10                         | Barahona - Júdith Jiménez Duarte - Irlandia Núñez Hermanas Mirabal - Sally Aponte San Cristóbal - Cherry Jiménez San Pedro de Macorís - Ángela Mariano                 |
| Top 15                         | Comunidad Dom. en los EE.UU. - Fátima Leonardo Comunidad Dom. en Pto. Rico - Georgina Pérez Elías Piña - Jahnna Jones Monte Cristi - Génesis Nouel Samaná - Evi Siskos |

| - Miss Fotogenica - Kirssi Abreu (Distrito Nacional) - Miss Simpatía (votado por la concursantes del Miss República Dominicana) - Esther Díaz (Sánchez Ramírez) - Miss Internet - Dalia Fernández (Santiago) - Mejor Rostro - Evaida Santana (Peravia) - La Modelo 2011 - Ángela Mariano (San Pedro de Macorís) | - Mejor Sonrisa - Kátherine Cruz (Santo Domingo Norte) - Mejor Traje Típico - Anyérica Paulino (Puerto Plata) - Miss Comunicación - Génesis Nouel (Monte Cristi) - Miss Piel - Carmen Goico (Bahoruco) - Miss Fitness - Elpidia Rodríguez (Monte Plata) - Miss Primavera - Pamela Dalmaú (San José de Ocoa) - Miss Brahma "La Mas Nitida" - Dalia Fernández (Santiago) - Miss VIP Laser Clinic - Kátherine Cruz (Santo Domingo Norte) |

| Predecesor: Eva Arias Espaillat | Miss República Dominicana 2011 | Sucesor: Dulcita Lieggi Distrito Nacional |

| 1. Santiago 2. Santo Domingo Norte 3. Peravia 4. Distrito Nacional 5. El Seibo 1. El Seibo 2. Hermanas Mirabal 3. Duarte 4. Santo Domingo Norte 5. Barahona 6. Santiago 7. Peravia 8. Distrito Nacional 9. San Cristóbal 10. San Pedro de Macorís | 1. El Seibo 2. Hermanas Mirabal 3. Elías Piña 4. Com. Dom. En Puerto Rico 5. Duarte 6. Santo Domingo Norte 7. Barahona 8. Monte Cristi 9. Santiago 10. Peravia 11. Distrito Nacional 12. San Cristóbal 13. Samaná 14. San Pedro de Macorís 15. Com. Dom. En Estados Unidos |

### Puntuaje
| \| Representa \| Baño \| Traje \| Pregunta \| \| --------------------------- \| ---- \| ----- \| -------- \| \| Santiago \| 9.42 \| 9.53 \| 9.20 \| \| Santo Domingo Norte \| 8.62 \| 9.26 \| 9.18 \| \| Distrito Nacional \| 9.00 \| 9.21 \| 9.17 \| \| Peravia \| 9.21 \| 9.23 \| 9.15 \| \| El Seibo \| 9.40 \| 9.42 \| 9.10 \| \| Hermanas Mirabal \| 9.01 \| 9.10 \| \| \| Barahona \| 9.02 \| 8.89 \| \| \| San Pedro de Macorís \| 8.84 \| 8.73 \| \| \| Duarte \| 8.89 \| 8.70 \| \| \| San Cristóbal \| 8.30 \| 7.88 \| \| \| Com. Dom. En Estados Unidos \| 8.19 \| \| \| \| Monte Cristi \| 8.10 \| \| \| \| Samaná \| 8.09 \| \| \| \| Com. Dom. En Puerto Rico \| 8.04 \| \| \| \| Elías Piña \| 7.89 \| \| \| | Miss República Dominicana 2011 Primera Finalista Segunda Finalista Tercera finalista Cuarta finalista Top 10 Top 15 |       |          |
| Representa | Baño | Traje | Pregunta |
| Santiago | 9.42 | 9.53  | 9.20     |
| Santo Domingo Norte | 8.62 | 9.26  | 9.18     |
| Distrito Nacional | 9.00 | 9.21  | 9.17     |
| Peravia | 9.21 | 9.23  | 9.15     |
| El Seibo | 9.40 | 9.42  | 9.10     |
| Hermanas Mirabal | 9.01 | 9.10  |          |
| Barahona | 9.02 | 8.89  |          |
| San Pedro de Macorís | 8.84 | 8.73  |          |
| Duarte | 8.89 | 8.70  |          |
| San Cristóbal | 8.30 | 7.88  |          |
| Com. Dom. En Estados Unidos | 8.19 |       |          |
| Monte Cristi | 8.10 |       |          |
| Samaná | 8.09 |       |          |
| Com. Dom. En Puerto Rico | 8.04 |       |          |
| Elías Piña | 7.89 |       |          |

## Significado histórico
- Santiago ganó Miss República Dominicana por la novena vez, la última fue Massiel Taveras en el 2007.
- Las provincias que colocaron en las Semifinales el año anterior fue Com. Dom. En Estados Unidos, Distrito Nacional, Duarte, Hermanas Mirabal, Monte Cristi, Samaná, San Cristóbal, Santiago.
- Distrito Nacional colocó por el cuarto año consecutivo.
- Com. Dom. En Estados Unidos, Duarte, San Cristóbal, Santiago colocó por tercera vez en consecutivo.
- Santo Domingo Norte apuntó su primera colocación más alta desde su debut en el 2001.
- Peravia última vez que se colocó fue en el 1999.
- Com. Dom. En Puerto Rico y El Seibo última vez que se colocó fue en el 2001.
- Elías Piña última vez que se colocó fue en el 2002.
- San Pedro de Macorís última vez que se colocó fue en el 2004.
- Barahona última vez que se colocó fue en el 2007.
- Santo Domingo Norte' última vez que se colocó fue en el 2009.
- Las candidaas Cibaeñas dominaron las semifinales.

## Candidatas oficiales[1]
| Representa                   | Candidata                             | Año | Altura          | Oriunda                    |
| ---------------------------- | ------------------------------------- | --- | --------------- | -------------------------- |
| Azua                         | Ángela María Gutiérrez Cáceres        | 18  | 1,77 m (5′ 10″) | Azua de Compostela         |
| Bahoruco                     | Carmen Victoria Goico Ortíz           | 21  | 1,75 m (5′ 9″)  | Santa Cruz de El Seibo     |
| Barahona                     | Júdith María Jiménez Álvarez          | 24  | 1,77 m (5′ 10″) | Santa Cruz de Barahona     |
| Comunidad Dom. en los EE.UU. | Fátima Mabel Leonardo Suarèz          | 23  | 1,85 m (6′ 1″)  | Providence                 |
| Comunidad Dom. en Pto. Rico  | Georgina Daliza Pérez Mota            | 19  | 1,81 m (5′ 11″) | Carolina                   |
| Dajabón                      | Gabriela Alena Ferreira de los Santos | 22  | 1,70 m (5′ 7″)  | Santo Domingo              |
| Distrito Nacional            | Kirssi Raquel Abreu Tineo             | 18  | 1,78 m (5′ 10″) | Santo Domingo              |
| Duarte                       | Irlandia Brussel Núñez Ortega         | 25  | 1,73 m (5′ 8″)  | Santo Domingo              |
| El Seibo                     | Luz Aura Goico Ortíz                  | 19  | 1,69 m (5′ 7″)  | Santa Cruz de El Seibo     |
| Elías Piña                   | Jahnna Íngrid Jones Ynoa              | 25  | 1,81 m (5′ 11″) | Santo Domingo              |
| Espaillat                    | Alba del Carmen Jiménez Reyes         | 21  | 1,77 m (5′ 10″) | Moca                       |
| Hato Mayor                   | Dania Mary Ventura de los Santos      | 19  | 1,75 m (5′ 9″)  | San Pedro de Macorís       |
| Hermanas Mirabal             | Sally Lucía Aponte Tejada             | 19  | 1,79 m (5′ 10″) | Santo Domingo              |
| Independencia                | Dilegni María Pujols Reynoso          | 26  | 1,77 m (5′ 10″) | Santo Domingo              |
| La Altagracia                | Helena María O'Rourke García          | 20  | 1,83 m (6′ 0″)  | Santo Domingo              |
| La Romana                    | Eleonor Sofía Domínguez Santana       | 18  | 1,76 m (5′ 9″)  | La Romana                  |
| La Vega                      | María Estéfany Méndez Santiago        | 23  | 1,81 m (5′ 11″) | Jarabacoa                  |
| María Trinidad Sánchez       | Kátherine Argenia Villalona Mir       | 24  | 1,84 m (6′ 0″)  | Santiago de los Caballeros |
| Monseñor Nouel               | Indiana Germanía Ortega Peña          | 23  | 1,72 m (5′ 8″)  | San Pedro de Macorís       |
| Monte Cristi                 | Génesis Carlina Nouel Baret           | 19  | 1,80 m (5′ 11″) | Santiago de los Caballeros |
| Monte Plata                  | Elpidia Caren Rodríguez Ráymond       | 18  | 1,79 m (5′ 10″) | Santo Domingo              |
| Pedernales                   | Yasaida Ysabel Blanco Morán           | 18  | 1,77 m (5′ 10″) | Santo Domingo              |
| Peravia                      | Evaida Lorena Santana Mateo           | 20  | 1,77 m (5′ 10″) | Baní                       |
| Puerto Plata                 | Anhyérica Jacqueline Paulino Cid      | 22  | 1,80 m (5′ 11″) | San Felipe de Puerto Plata |
| Samaná                       | Evíssiris Cecilia Siskos Guzmán       | 23  | 1,70 m (5′ 7″)  | Moca                       |
| San Cristóbal                | Cherry Elízabeth Jiménez Jáquez       | 20  | 1,79 m (5′ 10″) | San Cristóbal              |
| San José de Ocoa             | Pamela Marena Dalmaú Rivera           | 20  | 1,72 m (5′ 8″)  | Santo Domingo              |
| San Juan                     | Wendy Stephanía Polanco Peña          | 18  | 1,71 m (5′ 7″)  | Santiago de los Caballeros |
| San Pedro de Macorís         | Ángela Leidy Mariano Kostoulos        | 20  | 1,89 m (6′ 2″)  | San Pedro de Macorís       |
| Sánchez Ramírez              | Ésther Karen Díaz Hernández           | 26  | 1,78 m (5′ 10″) | Santiago de los Caballeros |
| Santiago                     | Dalia Cristina Fernández Sánchez      | 21  | 1,76 m (5′ 9″)  | Santiago de los Caballeros |
| Santiago Rodríguez           | Adielsie Fania de la Rosa Bello       | 21  | 1,75 m (5′ 9″)  | Santo Domingo              |
| Santo Domingo Este           | Elízabeth Lauren Turra Brówer         | 20  | 1,83 m (6′ 0″)  | Santo Domingo              |
| Santo Domingo Norte          | Kátherine Alba Cruz Varela            | 21  | 1,82 m (6′ 0″)  | Santo Domingo              |
| Santo Domingo Oeste          | Leydi Joreiy Madera Vargas            | 21  | 1,81 m (5′ 11″) | Santo Domingo              |
| Valverde                     | Lourdes Margarita Madera Rodríguez    | 21  | 1,68 m (5′ 6″)  | Santo Domingo              |

## Puntuaje preliminar
| Representa                                 | Traje de baño | Traje de gala | Entrevista | Overage |
| ------------------------------------------ | ------------- | ------------- | ---------- | ------- |
| Santiago                                   | 9.23          | 9.12          | 9.23       | 9.19    |
| Distrito Nacional                          | 9.02          | 9.25          | 9.25       | 9.17    |
| El Seibo                                   | 9.36          | 9.40          | 8.70       | 9.15    |
| Hermanas Mirabal                           | 8.96          | 9.36          | 9.07       | 9.13    |
| Barahona                                   | 9.20          | 9.28          | 8.90       | 9.12    |
| San Pedro de Macorís                       | 9.10          | 9.00          | 9.10       | 9.07    |
| Peravia                                    | 8.96          | 9.01          | 8.89       | 8.95    |
| Samaná                                     | 8.69          | 8.92          | 9.15       | 8.92    |
| Santo Domingo Norte                        | 8.90          | 8.93          | 8.91       | 8.91    |
| Monte Cristi                               | 8.83          | 8.63          | 9.20       | 8.89    |
| San Cristóbal                              | 8.95          | 8.99          | 8.71       | 8.88    |
| Comunidad Dominicana en Puerto Rico        | 8.79          | 8.70          | 8.99       | 8.83    |
| Duarte                                     | 8.68          | 8.78          | 8.74       | 8.73    |
| Comunidad Dominicana en los Estados Unidos | 8.27          | 8.90          | 9.01       | 8.72    |
| Elías Piña                                 | 8.68          | 8.53          | 8.70       | 8.64    |
| La Altagracia                              | 8.58          | 8.40          | 8.90       | 8.63    |
| Santo Domingo Este                         | 8.05          | 8.96          | 8.48       | 8.50    |
| San José de Ocoa                           | 8.40          | 8.47          | 8.45       | 8.44    |
| Santiago Rodríguez                         | 8.40          | 8.40          | 8.40       | 8.40    |
| Puerto Plata                               | 8.56          | 8.21          | 8.40       | 8.39    |
| Bahoruco                                   | 8.35          | 8.30          | 8.39       | 8.35    |
| La Romana                                  | 8.19          | 8.30          | 8.25       | 8.25    |
| Espaillat                                  | 8.26          | 8.21          | 8.24       | 8.24    |
| Independencia                              | 8.60          | 7.85          | 8.10       | 8.19    |
| Santo Domingo Oeste                        | 8.02          | 8.26          | 8.17       | 8.15    |
| María Trinidad Sánchez                     | 8.05          | 8.04          | 8.23       | 8.11    |
| Sánchez Ramírez                            | 8.01          | 7.95          | 8.00       | 7.99    |
| San Juan                                   | 7.89          | 7.91          | 7.99       | 7.93    |
| Pedernales                                 | 7.88          | 7.88          | 7.80       | 7.85    |
| Azua                                       | 7.80          | 7.89          | 7.81       | 7.83    |
| Dajabón                                    | 7.78          | 7.82          | 7.78       | 7.79    |
| La Vega                                    | 7.59          | 7.63          | 7.81       | 7.68    |
| Hato Mayor                                 | 7.55          | 7.99          | 7.31       | 7.62    |
| Monseñor Nouel                             | 7.23          | 7.86          | 7.39       | 7.50    |
| Valverde                                   | 7.48          | 7.42          | 7.42       | 7.44    |
| Monte Plata                                | 7.23          | 7.21          | 7.39       | 7.28    |